# علف‌انبانی سه‌رنگ
آتریکالاریا سه‌رنگ (نام علمی: Utricularia tricolor) نام یک گونه از سرده علف‌انبانی است.